# Guilhermina de Sarbruque
Guilhermina de Sarbruque (em francês:  Guillemette de Sarrebruck; 1492 — Castelo de Braine, 20 de setembro de 1571)  foi de jure condessa de Braine, senhora de Montagu, Neufchâtel, Pont-Arcy e de La Ferté-Gaucher. Foi Governanta dos Filhos de França, além de primeira dama de honra da rainha Maria da Escócia.

## Família
Guilhermina foi a terceira filha de Roberto II de Sarbruque-Commercy, conde de Roucy e de Braine, e de Maria d'Amboise, senhora de Ricey. Os seus avós paternos eram Amé II de Sarbruque-Commercy, senhor de Commercy e Guilhermina de Luxemburgo. Os seus avós maternos eram Carlos I d'Amboise, governador da Ilha de França e Catarina de Chauvigny. 
Sua tia materna era Catherine d'Amboise, uma poeta e escritora, e sua mãe, Maria, era sobrinha do cardeal Georges D'Amboise.
Ela teve três irmãos, que eram: Amé III de Sarbruque-Commercy, marido de Renata de La Marck; Catarina, condessa de Roucy e senhora de Pierrepont, esposa de Antônio de Roye, e Filipa, senhora de Lonnois, Vernisi, Montmirail e Commercy, esposa de Carlos de Silly.

## Biografia
No dia 1 de abril de 1510, Guilhermina casou-se com Roberto III de Mark, no Castelo de Vigny, no atual Val-d'Oise. Ele era filho de Roberto II de Mark e de Catarina de Croy.
Roberto era duque de Bulhão, senhor de Sedan e Florange, além de Marechal da França. O casal teve apenas um filho, Roberto IV de Mark.
Ela serviu como dama de companhia de três rainhas da França: Ana, Duquesa da Bretanha, Leonor da Áustria, e Catarina de Médici.
A condessa também foi a dama de honra da rainha Maria Stuart de 1559 a 1560, além de governanta dos filhos do rei Francisco I de França, e também das princesas Renata de França e Cláudia de França. 
Ela faleceu em 20 de setembro de 1571, por volta de 79 anos de idade, no Castelo de Braine, e foi enterrada na Abadia de Saint-Yved de Braine, em Aisne.

## Descendência
- Roberto IV de Mark (5 de janeiro de 1512 – 4 de novembro de 1556), sucessor dos pais, também foi marechal de França. Foi marido de Francisca de Brezé, filha de Diana de Poitiers, com quem teve nove filhos.